# Stenoonops padiscus
Stenoonops padiscus är en spindelart som beskrevs av Arthur M. Chickering 1969. Stenoonops padiscus ingår i släktet Stenoonops och familjen dansspindlar.
Artens utbredningsområde är Jamaica. Inga underarter finns listade i Catalogue of Life.